# Ситоник, Уильям
Уильям Малел Ситоник — кенийский легкоатлет, бегун на длинные дистанции. Бронзовый призёр чемпионата мира среди юниоров в беге на 5000 метров с результатом 13.40,52. Чемпион Африки по кроссу 2012 года в командном первенстве среди юниоров. Чемпион мира среди юношей 2011 года на дистанции 3000 метров.
Один из восьми детей в семье. Учился в школе Кипаджит в городе Бомет. В настоящее время тренируется в Керичо вместе с Мерси Чероно.